# Ryūichi Kihara
Ryūichi Kihara (jap. 木原 龍一 Kihara Ryūichi; * 22. August 1992 in Tōkai) ist ein japanischer Eiskunstläufer. Zusammen mit Riku Miura wurde er im Jahr 2023 Weltmeister im Paarlauf. Bei den Olympischen Winterspielen 2022 in Peking gewann er im Teamwettbewerb zusammen mit dem japanischen Team die Bronzemedaille. Er vertrat Japan ebenfalls bei den Olympischen Winterspielen 2014 und 2018.

## Karriere
Kihara startete zunächst im Einzellauf und trat bei den Juniorenweltmeisterschaften 2011 in Gangneung an, wo er Zehnter wurde. Im Frühjahr 2013 begann Kihara das Training im Paarlauf mit Narumi Takahashi, die bei den Weltmeisterschaften 2013 eine Bronzemedaille gewonnen hatte. Das Paar trat bei den Olympischen Winterspielen 2014 an. Mit Platz 18 im Kurzprogramm verpassten sie dort die Qualifikation für die Kür.
Bei den Olympischen Winterspielen 2018 trat Kihara zusammen mit Miu Suzaki im Paarlauf an. Mit Platz 21 im Kurzprogramm gelang dem Paar die Qualifikation für die Kür nicht.
Im Jahr 2019 begann Kihara das gemeinsame Training mit Riku Miura bei Bruno Marcotte in Kanada. Bei den Weltmeisterschaften 2021 in Stockholm gelang Kihara erstmals die Qualifikation für die Kür. Im Gesamtergebnis wurden Kihara und Miura Zehnte. In der Saison 2021/22 gewann Kihara mit der Bronzemedaille bei der NHK Trophy und der Silbermedaille bei Skate America erstmals Medaillen bei Wettbewerben der ISU-Grand-Prix-Serie. Bei seinen dritten Olympischen Spielen 2022 in Peking gewann Kihara im Teamwettbewerb eine Bronzemedaille. Kihara und Miura trugen zur Bronzemedaille für das japanische Team durch den zweiten Platz hinter Anastassija Mischina und Alexander Galljamow in der Kür bei. Beim folgenden Wettbewerb im Paarlauf qualifizierten sich Kihara und Miura für die Kür. Insgesamt erreichten sie mit einer persönlichen Bestleistung von 211,89 Punkten den siebten Platz. Bei den Eiskunstlauf-Weltmeisterschaften 2022 erreichten Miura und Kihara im Kurzprogramm den 3. Platz hinter den Paaren Knierim/Frazier und Cain-Gribble/LeDuc, allerdings mussten sich Letztere in der Kür wegen einer Verletzung aus dem Wettbewerb zurückziehen. Miura und Kihara gewannen die Silbermedaille.

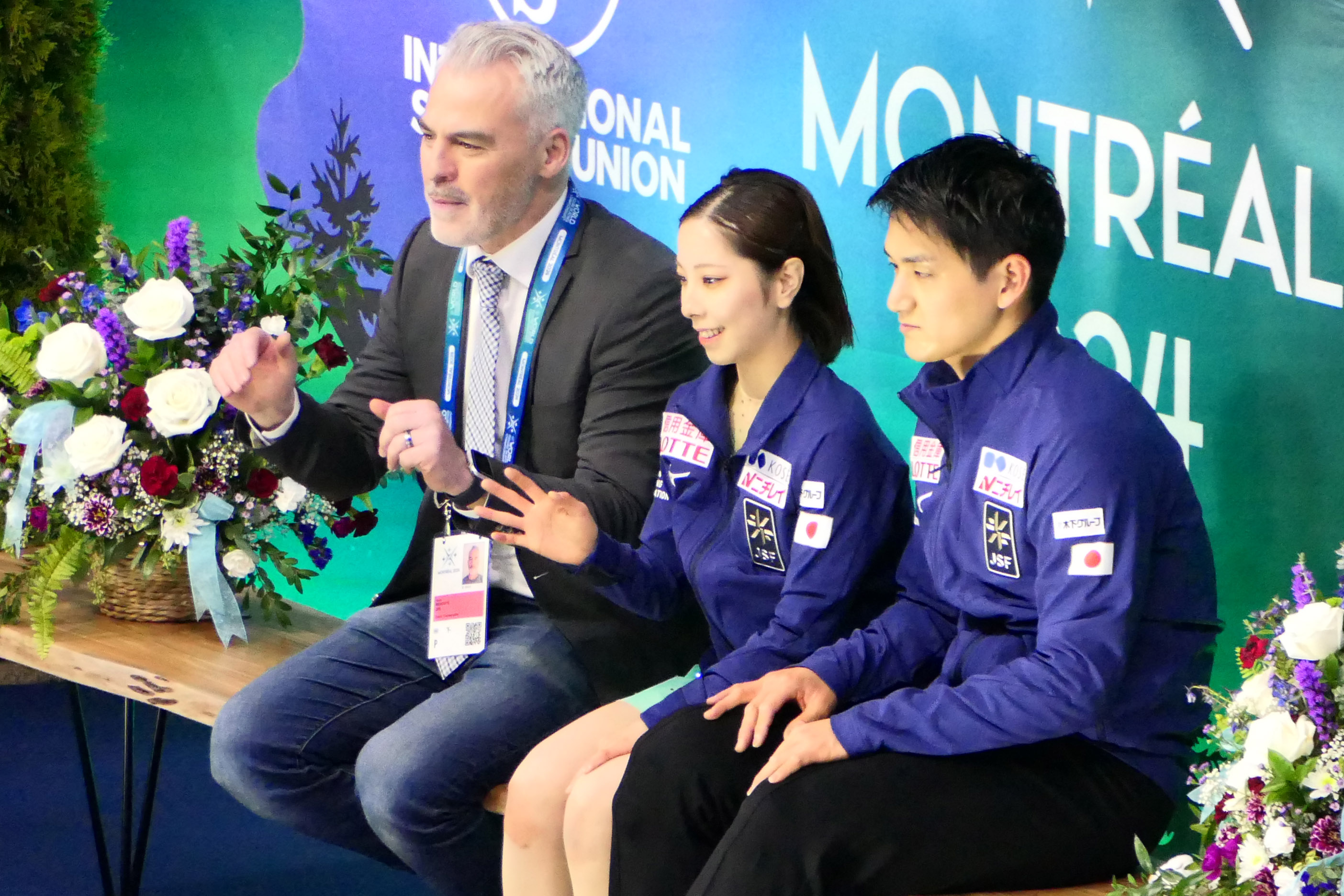
Ryūichi Kihara (rechts) mit Riku Miura und Bruno Marcotte bei den Eiskunstlauf-Weltmeisterschaften 2024

Bei einer Eisshow im Sommer 2022 verletzte sich Miura die Schulter, weshalb sie längere Zeit nicht trainieren konnte. So begannen Miura und Kihara die Saison 2022/23 nach nur etwa fünf Wochen gemeinsamem Training. Das Paar erhielt erneut zwei Einladungen in die Grand-Prix-Serie. Sie lagen sowohl bei der NHK Trophy als auch bei Skate Canada auf dem 1. Platz. Damit waren sie für das Finale qualifiziert, in dem sie ebenfalls die Goldmedaille gewannen. Ihre Teilnahme an den Japanischen Meisterschaften im Dezember 2022 mussten sie wegen eines verspäteten Fluges und verlorenen Reisegepäcks absagen. Abgesehen von diesem Missgeschick ging das Paar in dieser Saison unbesiegt in die Weltmeisterschaft, bei der sie mit persönlichen Bestleistungen in beiden Segmenten vor Knierim/Frazier und dem italienischen Paar Sara Conti/Niccolò Macii die Goldmedaille gewannen.

## Ergebnisse
Zusammen mit Riku Miura:
| Meisterschaft / Saison                                                                  | 2019/20 | 2020/21       | 2021/22 | 2022/23       | 2023/24 | 2024/25 |
| --------------------------------------------------------------------------------------- | ------- | ------------- | ------- | ------------- | ------- | ------- |
| Olympische Winterspiele                                                                 |         |               | 7.      |               |         |         |
| Weltmeisterschaften                                                                     | A       | 10.           | 2.      | 1.            | 2.      | 1.      |
| Vier-Kontinente-Meisterschaften                                                         | 8.      |               |         | 1.            | 2.      | 1.      |
| Japanische Meisterschaften                                                              | 1.      |               | Z       | Z             |         | 1.      |
| Grand-Prix-Wettbewerb / Saison                                                          | 2019/20 | 2020/21       | 2021/22 | 2022/23       | 2023/24 | 2024/25 |
| Grand-Prix-Finale                                                                       |         |               | A       | 1.            |         | 2.      |
| NHK Trophy                                                                              | 5.      |               | 3.      | 1.            |         | 2.      |
| Skate America                                                                           |         |               | 2.      |               |         | 1.      |
| Skate Canada                                                                            |         | A             |         | 1.            |         |         |
| Challenger-Serie + Sonstige / Saison                                                    | 2019/20 | 2020/21       | 2021/22 | 2022/23       | 2023/24 | 2024/25 |
| Autumn Classic International                                                            |         |               | 1.      |               | 2.      |         |
| Teamwettbewerb / Saison                                                                 | 2019/20 | 2020/21       | 2021/22 | 2022/23       | 2023/24 | 2024/25 |
| Olympische Winterspiele – Teamwettbewerb                                                |         |               | 2.      |               |         |         |
| World Team Trophy                                                                       |         | 3. (T) 3. (P) |         | 3. (T) 2. (P) |         |         |
| Z = zurückgezogen; A = Wettbewerb abgesagt; T = Teamergebnis; P = persönliches Ergebnis |         |               |         |               |         |         |